# Utama
Pour plus de détails, voir Fiche technique et Distribution.
Utama est un film bolivien écrit et réalisé par Alejandro Loayza Grisi et sorti en 2022.
Le film est présenté en première au Festival du film de Sundance en janvier 2022, où il a remporté un prix.

## Synopsis

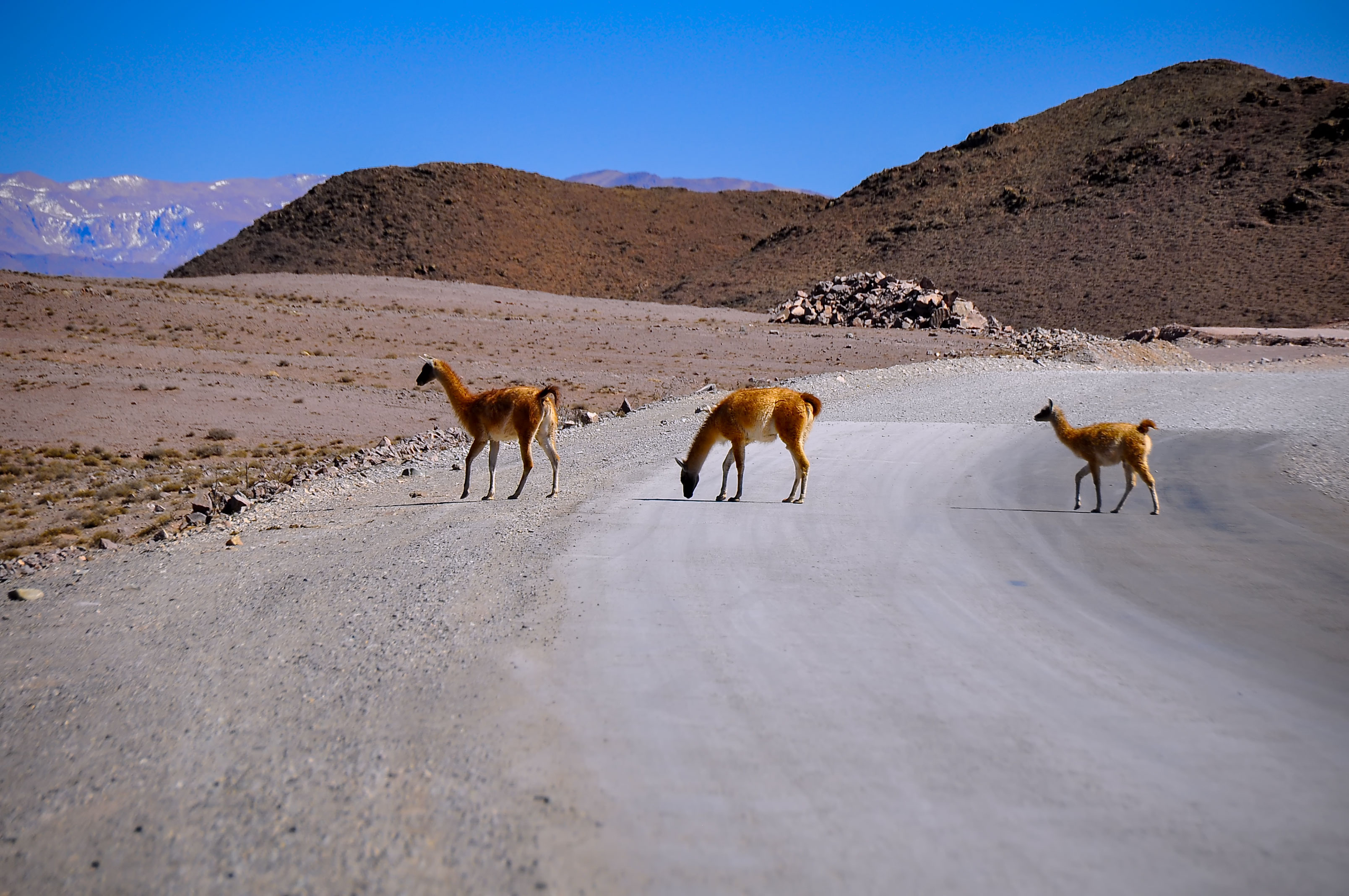
Virginio et Sisa vivent dans l'Altiplano et sont occupés à faire paître leurs lamas.

Un vieux couple quechua vit dans les hautes terres arides des Andes de la Bolivie et Virginio malade, pensant sa mort imminente, passe ses derniers jours à cacher cette condition à sa femme Sisa. Ensemble, ils sont occupés à des tâches telles que faire paître leurs lamas ou aller chercher de l'eau. Sa maison est entourée de hautes montagnes. Virginio regarde souvent le ciel et espère de la pluie. Comme le puits du village est vide, Sisa doit marcher jusqu'à la rivière tous les jours. Les femmes des villages environnants affluent également vers la dernière source restante.
Un jour, ils reçoivent la visite de leur petit-fils Clever, qui apporte des nouvelles de la ville. Ils parlent espagnol car Clever ne comprend pas le quechua. Clever veut que ses grands-parents fassent leurs valises et déménagent en ville, dans la famille, où Virginio pourra être examiné et soigné.

## Fiche technique
- Titre original : Utama
- Réalisation : Alejandro Loayza Grisi
- Scénario : Alejandro Loayza Grisi
- Photographie : Bárbara Álvarez
- Montage : Fernando Epstein
- Musique :
- Direction artistique : Valeria Wilde
- Pays de production : Bolivie, Uruguay et France
- Langue originale : quechua, espagnol
- Format : couleur
- Genre : drame
- Durée : 87 minutes
- Dates de sortie :
  - États-Unis : 22 janvier 2022 (Festival du film de Sundance)
  - France : 11 mai 2022

## Distribution
- José Calcina : Virginio
- Luisa Quispe : Sisa
- Candelaria Quispe : Elena
- Placide Ali : Eugenia
- Félix Ticona : Estanis
- Santos Choque : Clever
- René Calcina : motocycliste
- René Pérez : Callawaya
- Jorge Yucra Nogales : docteur
- Juan Carlos Calcina : chauffeur de camion

## Production
Le film est réalisé par Alejandro Loayza Grisi, qui a également écrit le scénario. Il s'agit du premier long métrage du réalisateur bolivien. "Utama" signifie "notre maison". Le film est également connu sous les titres Utama : La terre oubliée ou Utama : Our Home is Dying.
Concernant les hauts plateaux boliviens, le réalisateur explique qu'ils sont à plus de 3 500 mètres d'altitude et que le changement climatique oblige ces communautés à changer leur mode de vie habituel. Les saisons des pluies seraient plus courtes et les périodes de sécheresse plus longues, les nuits plus froides et les journées plus chaudes, provoquant la fonte des glaciers, rendant l'eau rare : « C'est l'une des régions de la planète les plus vulnérables au changement climatique. La zone déjà stérile devient de plus en plus inhospitalière, forçant la population locale à migrer vers les villes, où elle ne sait pas vivre et où elle est confrontée à une langue qui n'est pas la sienne, selon Loayza Grisi. Dans ce nouvel environnement, les plus âgés en particulier auraient très peu d'opportunités.
Le film a été projeté pour la première fois le 22 janvier 2022 au Sundance Film Festival et est sorti dans les salles françaises le 11 mai 2022. Fin juin 2022, il a été projeté au Festival du film de Munich. Le film est sorti dans les salles suisses le 23 juin 2022. Début juillet 2022, le film est projeté au Festival international du film de Karlovy Vary dans la section Horizons et fin juillet 2022 au Festival international du film New Horizons. Des représentations à la Foire de l'art du film de Leipzig (de) sont prévues pour septembre 2022,.

## Distinctions

### Récompenses
- Festival du film de Sundance 2022 : Grand Prix du jury de la section World Cinema Dramatic Competition
- Prix Platino 2023 : meilleure musique et meilleure photographie[8]